# Gmina Żegocina
Die Gmina Żegocina ist eine Landgemeinde im Powiat Bocheński der Woiwodschaft Kleinpolen in Polen. Ihr Sitz ist das gleichnamige Dorf.

## Gliederung
Zur Landgemeinde (gmina wiejska) Żegocina gehören folgende fünf Dörfer mit einem Schulzenamt:
Bełdno, Bytomsko, Łąkta Górna, Rozdziele und Żegocina.